# It's a blue world
It's a blue world és una pel·lícula danesa de retrats del 1990 dirigida per Torben Skjødt Jensen basada en el seu propi guió.

## Argument
Una pel·lícula sobre el pintor Hans Henrik Lerfeldt i el seu univers artístic. El treball de la pel·lícula es va acabar en gran part quan Lerfeldt va morir el juliol de 1989. No obstant això, la pel·lícula comença on el mateix personatge principal abandona l'escena: a l'apartament brutalment netejat, al qual els seus amics van accedir després del buidament de la finca. L'apartament que abans havia estat habitat per Hans Henrik Lerfeldt. A partir d'aquí, es reconstrueix el món blau: el curiós museu d'Hans Henrik Lerfeldt, el jazz, la seva amistat amb Chet Baker, la fascinació per Berlín i el passat nazi de la ciutat, la infància, la fama i sobretot les imatges.